# Катоатау, Дэвид
Дэвид Катоатау (англ. David Katoatau; род. 17 июля 1984 года) — тяжёлоатлет из Кирибати, знаменосец команды Кирибати в 2008, 2012 и 2016 годах.

## Биография
На Олимпиаде-2008 в Пекине в весовой категории до 85 кг с результатом 135 кг в рывке и 178 кг в толчке стал 15-м.
На следующей Олимпиаде в Лондоне в категории до 94 кг с результатом 325 кг в сумме (140 кг в рывке, 185 кг в толчке) стал 17-м.